# Давид Брайнін
Давид Брайнін (20 серпня 1905, Харків — 1942, Аушвіц) — французький художник, артист балету.

## Біографія
Народився в єврейській родині, син кравця з Харкова. У 14 років поїхав в Ерец-Ісраель. З 1924 року жив у Парижі, навчався живопису. Захоплювався балетом, займався хореографією, був пов'язаний з трупою Дягілєва. Виступав в Парижі. У 1931 році вирушив з дружиною, російською танцівницею, в турне по Бразилії, Мексиці, Аргентині. Художник театру і кіно. 
Батько відомого французького поета, письменника, кінорежисера Грегуара Брайніна (літ. псевдонім Moineau).
Після окупації Франції був інтернований до концтабору Руаль біля міста Комп'єнь, потім в транзитний табір Дрансі. Відомий роботами, зробленими в таборі (1942), що знаходяться сьогодні в меморіалі Бейт Лохамей ха-геттаот (Дім борців гетто).
18 вересня 1942 року група в'язнів, серед яких був художник, була відправлена в Освенцим. Загинув в Освенцимі у 1942 році.